# Battaglia di Lade
La battaglia di Lade fu un combattimento navale avvenuto nel 494 a.C. tra Ioni e Persiani, durante quella che viene definita rivolta ionica.

## Antecedenti
Dopo la sconfitta di Creso e la resa delle colonie greche in Anatolia, Aristagora di Mileto, l'unico ad ottenere una discreta indipendenza dalle trattative per la resa, convinse Artaferne (satrapo della Lidia e fratello di Dario I) ad allestire una flotta e un esercito per attaccare le Cicladi. Esse naturalmente sarebbero passate sotto il controllo amministrativo di Aristagora e avrebbero fatto da ponte per la conquista della Grecia. Finiti i preparativi però non se ne fece nulla, anche a causa del crescente malcontento delle polis e alla difficile posizione dei tiranni che le governavano, così decise di porsi al comando di una ribellione contro i persiani.
Non fu una ribellione ben organizzata, perché ci si limitò in un primo tempo ad una autoproclamazione di indipendenza, fatta nella riunione religiosa annuale, chiamata Koinòn, che si svolgeva nel santuario dedicato a Poseidone nella città di Priene. Non venne eletto nessuno stratega militare superiore per organizzare le milizie, cosa che alla lunga pesò sull'esito della guerra.
Era il 499 a.C. e Aristagora, consapevole della debolezza e delle divisioni interne alle polis chiese aiuto alle città continentali della Grecia che nel 498 a.C. fornirono un contingente di 25 navi (20 navi da Atene, 5 da Eretria). Mentre Sparta non volle intervenire negli affari oltre l'Egeo, forse memore della sonora sconfitta subita nel 526 a.C., quando tentò di soverchiare il tiranno Policrate di Samo. Nel frattempo, la rivolta si estese alla Caria, alla Licia e a Cipro. Gli Ioni, insieme ai loro alleati greci, decisero in seguito di spingersi verso l'entroterra riuscendo a giungere, inaspettatamente, fino alla città di Sardi (il centro locale del governo persiano), che venne bruciata e conquistata temporaneamente. Sebbene poi, nella via del ritorno ad Efeso, l'armata greca venisse sopraffatta, l'occupazione di Sardi risvegliò altre città che si unirono alla rivolta, tra esse anche quelle poste nell'isola di Cipro, teatro dei futuri prossimi scontri.

## Preparativi
I Persiani iniziarono subito i preparativi per vendicarsi di questo affronto e dopo aver radunato un'armata in Cilicia l'imbarcarono alla volta di Cipro, isola strategicamente molto importante per il controllo del Mediterraneo orientale. Qui il re, Onesilo, dell'odierna Famagosta (Salamina) era a capo della ribellione dell'isola, e saputo dei preparativi persiani richiese l'aiuto dei Greci asiatici. La battaglia navale del 497 a.C. diede la vittoria per mare ai Greci, ma l'esercito ormai sbarcato ebbe ragione dei rivoltosi.
In conclusione, Cipro tornò in possesso dei Persiani, che però persero il fulcro della loro flotta, cioè la parte fenicia e saranno necessari ben 3 anni per ricosituirla.
Sul fronte terrestre le cose continuarono a peggiorare per i Greci: persero la Troade e l'Ellesponto, per di più Mileto rischiò l'assedio. Sorsero perciò delle dispute all'interno della lega ionica e Aristagora fu cacciato da Mileto. Rifugiatosi in Tracia morì poco dopo. La città di Mileto però non venne subito attaccata, perché l'esercito persiano preferì cercare l'annientamento dell'esercito dei rivoltosi di Caria. L'esito di questa operazione militare fu sfavorevole ai persiani e lasciò Artaferne senza soldati e con la flotta da ricostruire; fortuna volle che i Greci si ostinassero nella loro disorganizzazione militare e non approfittassero dell'occasione concedendo così ai persiani un periodo di non belligeranza.

## La battaglia
Era il 494 a.C., quando i Persiani decisero di sferrare l'attacco decisivo alla potente città di Mileto. Partiti dalla Cilicia con 400 - 600 vascelli, trovano subito notevoli difficoltà a Rodi, dove la città di Lindo riuscì a bloccare la flotta persiana resistendo eroicamente nella speranza vana di rinforzi. Dovette infine arrendersi, mentre ancora i suoi alleati discutevano il da farsi. Poco dopo gli Achemenidi concentrarono la loro flotta al largo della città, presso l'isoletta di Lade. Gli Ionii, dopo la decisione presa nel Koinòn di non organizzare una difesa terrestre, si accordarono invece in una unione sul fronte marino alla quale si affiancarono solo alcune isole dell'Egeo costituendo, secondo la testimonianza di Erodoto, una flotta di 353 triremi.
La flotta ionica era così suddivisa:
| Città   | Numero di triremi |
| ------- | ----------------- |
| Chio    | 100               |
| Mileto  | 80                |
| Lesbo   | 70                |
| Samo    | 60                |
| Teo     | 17                |
| Priene  | 12                |
| Eretria | 8                 |
| Focea   | 3                 |
| Miunte  | 3                 |
| Totale  | 353               |

Le rimanenti città capitanate da Efeso non vollero partecipare allo scontro.
Gli Ionii erano comandati da Dionisio di Focea che, sempre secondo Erodoto, li preparò così duramente in vista della battaglia che, per qualche tempo, essi si rifiutarono di combattere. Quando scoppiò la battaglia, la formazione di attacco in fila indiana, diekplous, si sfaldò perché gli equipaggi di molte delle navi della flotta ionica, principalmente di nazionalità eolica, si erano accordati con il nemico: 49 navi da guerra, provenienti da Samo, lasciarono lo schieramento e pure tutte le 70 imbarcazioni, provenienti dall'isola di Lesbo, fecero lo stesso, provocando una reazione a catena che decimò il potenziale d'attacco. Le stesse navi di Dionisio (che in seguito diventerà un pirata della Sicilia) fuggirono quando si resero conto che la battaglia era ormai persa. La rimanente flotta greca fu annientata e quindi la città di Mileto venne assediata sia per mare che per terra. Poco tempo dopo la città cadde e fu costretta ad arrendersi, i Milesi furono resi schiavi e deportati in Mesopotamia e il porto vanto di un tempo distrutto. L'anno seguente, 493 a.C., furono sottomesse anche le ultime città ioniche ribelli.

## Conseguenze
Dopo aver represso la rivolta ionica, nel 492 a.C. i Persiani conquistarono anche il regno di Macedonia e la Tracia. I vincitori, tuttavia, non abusarono del loro potere e ripristinarono lo stato di cose com'erano prima della rivolta, senza inasprire i tributi. Il re Dario, però, non voleva lasciare impunita Atene ed Eretria per aver dato il loro appoggio alle città ioniche e, per questo motivo, avanzò verso il continente greco con l'intento di sottomettere il paese. La successiva invasione persiana darà inizio alla prima guerra persiana.
La sconfitta fu dovuta più per i demeriti organizzativi dei greci, ma i 6 anni di lotte diedero alle polis un'amministrazione più moderata e saggia, affrettando l'avvio dei sistemi democratici anche grazie all'invio del generale Mardonio, che fece piazza pulita di tutti i tiranni della zona.
Questo primo scontro consentì un anno di respiro agli Elladi, dando loro la possibilità di capire che si doveva agire uniti contro un avversario così organizzato.
Fu anche la fine di un'epoca di grande fervore culturale, che realizzò tre delle meraviglie del mondo antico:
- il Colosso di Rodi; (come d'altro canto afferma la stessa voce relativa, il Colosso di Rodi venne realizzato quasi due secoli dopo la cosiddetta 'fioritura ionica' di età arcaica)
- il Tempio di Artemide;
- il Mausoleo di Alicarnasso;

e dato i natali ad artisti e letterati del calibro di:
- Apelle;
- Parrasio;
- Zeusi;
- Anassagora;
- Talete;
- Anassimene;
- Anassimandro;
- Tirteo;
- Alceo;
- Saffo;
- Mimnermo;
- Esopo;
- Omero.